# Batocera malleti
Batocera malleti är en skalbaggsart som beskrevs av Schmitt 2000. Batocera malleti ingår i släktet Batocera och familjen långhorningar.
Artens utbredningsområde är Laos. Inga underarter finns listade.